# Kumba (Busch Gardens Tampa)
Kumba in Busch Gardens Tampa (Tampa, Florida, USA) ist eine Stahlachterbahn vom Modell Sitting Coaster des Herstellers Bolliger & Mabillard, die am 20. April 1993 im damaligen Busch Gardens Tampa eröffnet wurde. Kumba bedeutet so viel wie Gebrüll in der afrikanischen Kongo-Sprache.
Sie war die erste Achterbahn dieses Modells des Herstellers. Außerdem war sie die erste Achterbahn der Welt mit einem Dive-Loop.

## Fahrt
Die 41,1 m hohe Abfahrt des 43,6 m hohen Lifthills führt in den 34,7 m hohen Looping, durch dessen Mittelpunkt die Schiene des Lifthills führt. Auf der weiteren 1212,5 m langen Strecke befinden sich noch einen Dive-Loop sowie eine Zero-g-Roll. Die Cobra-Roll sowie die Interlocking Corkscrews bestehen jeweils aus zwei Inversionen, sodass die Bahn insgesamt sieben Inversionen besitzt.

## Züge
Kumba besitzt vier Züge mit jeweils acht Wagen. In jedem Wagen können vier Personen (eine Reihe à vier Personen) Platz nehmen. Als Rückhaltesystem kommen Schulterbügel zum Einsatz.
Obwohl Kumba vier Züge besitzt, können nur drei Züge gleichzeitig benutzt werden. Der vierte Zug existiert, damit die Bahn auch dann mit maximaler Kapazität betrieben werden kann, wenn ein Zug gewartet wird.

## Fotos

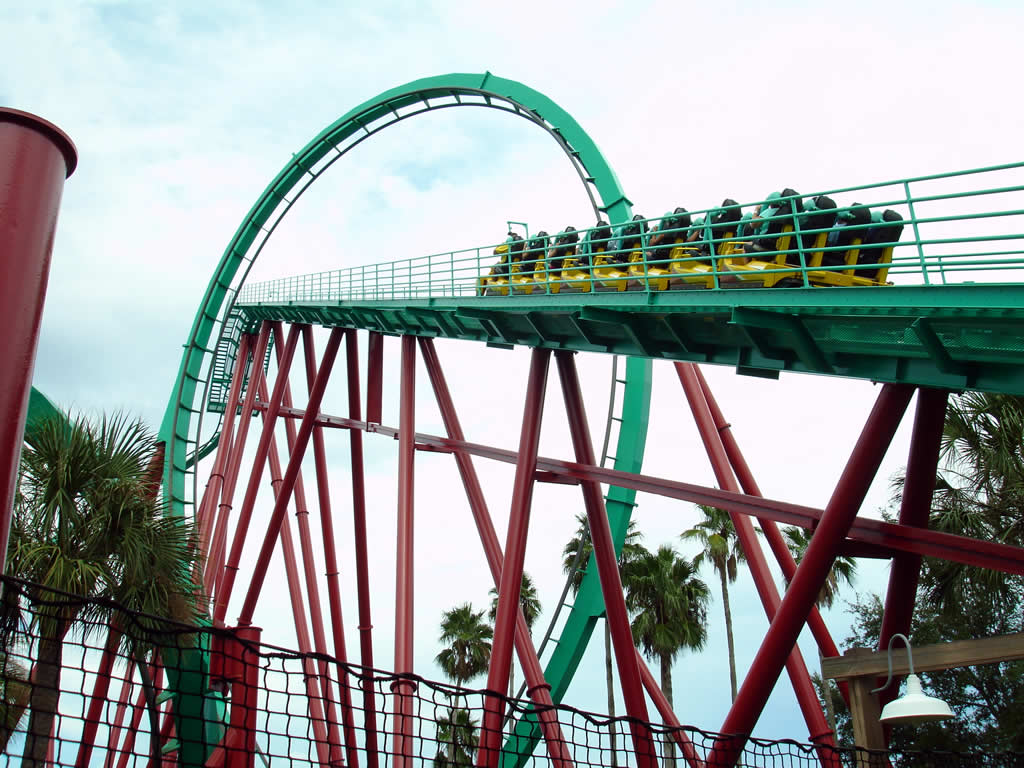
Lifthill & Looping
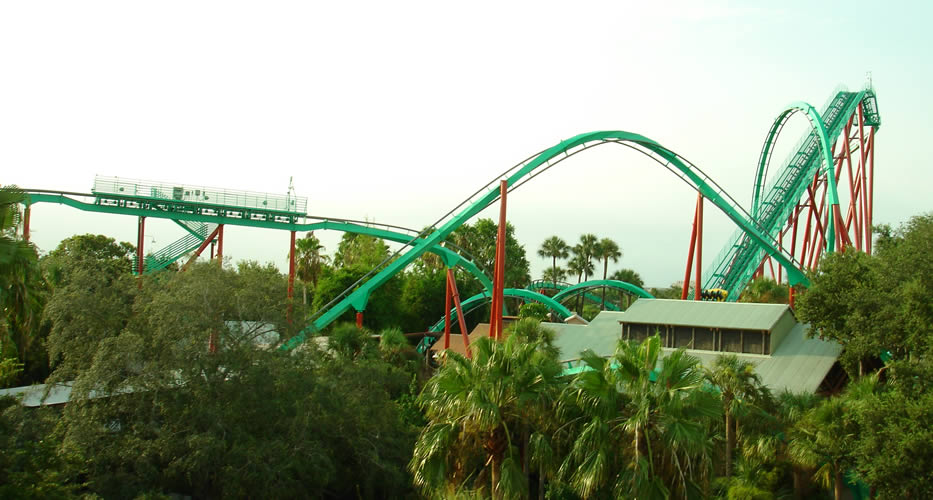
A view of the Kumba roller coaster from Skyride